# Бэлуцэ, Тудор
Ту́дор Кристиа́н Бэл́уцэ (рум. Tudor Cristian Băluță; род. 27 марта 1999, Крайова) — румынский футболист, опорный полузащитник, центральный защитник клуба «Фарул» и сборной Румынии.

## Клубная карьера
Тудор Бэлуцэ начал свою карьеру в родной Крайове, в 8 лет поступив в футбольную академию Георге Попеску. Через 6 лет он перешёл в футбольную академию Георге Хаджи, являющуюся молодёжной школой клуба «Вииторул» (Констанца). Профессиональный дебют в Лиге I за «Вииторул» состоялся 2 мая 2016 года, когда 17-летний Бэлуцэ заменил Яниса Хаджи на 54-й минуте домашнего матча против «Тыргу-Муреша» (6:1). В сезоне 2016/17, в котором «Вииторул» стал чемпионом Румынии, Тудор не принимал участия в играх первой команды, начав регулярно попадать в состав летом 2017 года. 24 августа 2017 года с поражения в ответном гостевом матче плей-офф Лиги Европы от «Зальцбурга» (0:4) дебютировал в еврокубках. 30 августа 2018 года забил свой первый гол за «Вииторул» в домашнем матче чемпионата Румынии против «Астры» (1:0).
31 января 2019 года Бэлуцэ подписал контракт на 3,5 года с английским клубом «Брайтон энд Хоув Альбион». Стоимость трансфера составила €2,9 млн., этот переход стал одним из самых дорогих в истории «Вииторула». После подписания контракта игрок был отдан в аренду «Вииторулу» до конца сезона 2018/19. Дебют за новый клуб состоялся 25 сентября 2019 года в домашнем матче Кубка лиги против «Астон Виллы» (1:3).
17 января 2020 года Бэлуцэ перешёл в аренду в нидерландский «АДО Ден Хааг» до конца сезона. Его дебют в Эредивизи состоялся неделю спустя в гостевом матче против «Утрехта» (0:4). По причине того, что футбольный союз Нидерландов прервал футбольный сезон 2019/20 из-за пандемии коронавируса, выступление Бэлуцэ в «АДО Ден Хааг» ограничилось 4 матчами.
6 октября 2020 года на правах аренды до окончания сезона 2020/21 перешёл в киевское «Динамо». Дебютировал в составе «Динамо» 28 октября 2020 года в выездном матче группового этапа Лиги чемпионов против «Ференцвароша» (2:2), выйдя на 89-й минуте на замену вместо Николая Шапаренко.
19 мая 2021 года покинул киевское «Динамо», которое решило не продлевать срок аренды с игроком.

## Карьера в сборной
В ноябре 2017 года и марте 2018 года Бэлуцэ принял участие в отборочном турнире к чемпионату Европы-18 (до 19 лет), проведя 6 игр. Дебют в матчах за национальные сборные состоялся 8 ноября 2017 года в домашней игре против одногодков из Греции (2:1), где Тудор вышел на замену за 2 минуты до конца матча.
Свой первый матч за национальную сборную Румынии Бэлуцэ провёл 31 мая 2018 года, заменив на 71-й минуте своего бывшего одноклубника по «Вииторулу» Драгоша Неделку в товарищеском матче на нейтральном поле против сборной Чили (3:2). В том же году Тудор принял участие в двух играх в рамках Лиги Наций.
В июне 2019 года Тудор был включён в состав сборной Румынии (до 21 года) для участия в молодёжном чемпионате Европы-2019 в Италии и Сан-Марино несмотря на то, что не вызывался в эту команду ранее. Бэлуцэ отличился на 66-й минуте первого же матча группового этапа 18 июня 2019 года против сборной Хорватии (4:1) и дошёл со своей командой до полуфинала чемпионата.

## Статистика выступлений

### Клубная статистика
| Клуб                          | Сезон                         | Чемпионат | Чемпионат | Кубок | Кубок | Еврокубки | Еврокубки | Другое | Другое | Итого | Итого |
| Клуб                          | Сезон                         | Игры      | Голы      | Игры  | Голы  | Игры      | Голы      | Игры   | Голы   | Игры  | Голы  |
| ----------------------------- | ----------------------------- | --------- | --------- | ----- | ----- | --------- | --------- | ------ | ------ | ----- | ----- |
| Вииторул (Констанца)          | 2015/16                       | 2         | 0         | —     | —     | —         | —         | —      | —      | 2     | 0     |
| Вииторул (Констанца)          | 2016/17                       | —         | —         | —     | —     | —         | —         | —      | —      | —     | —     |
| Вииторул (Констанца)          | 2017/18                       | 24        | 0         | 1     | 0     | 1         | 0         | —      | —      | 26    | 0     |
| Вииторул (Констанца)          | 2018/19                       | 27        | 2         | 3     | 0     | 4         | 0         | —      | —      | 34    | 2     |
| Всего за Вииторул (Констанца) | Всего за Вииторул (Констанца) | 53        | 2         | 4     | 0     | 5         | 0         | —      | —      | 62    | 2     |
| Брайтон энд Хоув Альбион      | 2019/20                       | —         | —         | —     | —     | —         | —         | 1      | 0      | 1     | 0     |
| АДО Ден Хааг                  | 2019/20                       | 4         | 0         | —     | —     | —         | —         | —      | —      | 4     | 0     |
| Динамо (Киев)                 | 2020/21                       | —         | —         | —     | —     | 1         | 0         | —      | —      | 1     | 0     |

### Статистика игр за национальную сборную
| Сборная          | Сезон            | Товарищеские | Товарищеские | Турниры | Турниры | Всего | Всего |
| Сборная          | Сезон            | Игры         | Голы         | Игры    | Голы    | Игры  | Голы  |
| ---------------- | ---------------- | ------------ | ------------ | ------- | ------- | ----- | ----- |
| Румыния          | 2018             | 1            | 0            | 2       | 0       | 3     | 0     |
| Румыния          | 2019             | 0            | 0            | 4       | 0       | 4     | 0     |
| Всего за карьеру | Всего за карьеру | 1            | 0            | 6       | 0       | 7     | 0     |

## Достижения
«Вииторул» (Констанца)
- Чемпион Румынии: 2016/17
- Обладатель Кубка Румынии: 2018/19
- Финалист Суперкубка Румынии: 2017

«Динамо» (Киев)
- Чемпион Украины: 2020/21